# الکس البیشتی
الکس البیشتی (انگلیسی: Alex Albistegi؛ زادهٔ ۱ ژوئیهٔ ۱۹۸۷) بازیکن فوتبال اهل اسپانیا است.
از باشگاه‌هایی که در آن بازی کرده‌است می‌توان به باشگاه فوتبال میراندس، باشگاه فوتبال ایبار، و باشگاه فوتبال رئال سوسیداد اشاره کرد.